# Raoul Henar
Raoul Henar (Paramaribo, 4 augustus 1972) is een voormalig Surinaams-Nederlands profvoetballer die als aanvaller speelde. Hij stond onder contract bij achtereenvolgens Telstar, BV Veendam, Helmond Sport en FC Volendam.
Gedurende zijn carrière als profvoetballer speelde Henar 185 wedstrijden in 7 seizoenen. Hierin wist hij in totaal 65 keer te scoren. Na het seizoen 2003/2004, waarin hij weinig speelde, besloot hij een punt te zetten achter zijn loopbaan als profvoetballer. Na zijn profcarrière speelde hij nog voor Kozakken Boys, FC Omniworld, Sparta Nijkerk, SDC Putten, USV Elinkwijk, Alphense Boys en JOS Watergraafsmeer.

## Clubstatistieken
| Seizoen | Club            | Land      | Competitie     | Duels | Goals |
| ------- | --------------- | --------- | -------------- | ----- | ----- |
| 1997/98 | Telstar         | Nederland | Eerste divisie | 34    | 15    |
| 1998/99 | Telstar         | Nederland | Eerste divisie | 33    | 12    |
| 1999/00 | BV Veendam      | Nederland | Eerste divisie | 30    | 6     |
| 2000/01 | → Helmond Sport | Nederland | Eerste divisie | 34    | 20    |
| 2001/02 | Helmond Sport   | Nederland | Eerste divisie | 33    | 11    |
| 2002/03 | FC Volendam     | Nederland | Eerste divisie | 17    | 1     |
| 2003/04 | FC Volendam     | Nederland | Eredivisie     | 4     | 0     |
| Totaal  | Totaal          | Totaal    | Totaal         | 185   | 65    |